# São Tomé do Castelo
São Tomé do Castelo ist eine Ortschaft in Portugal.

## Verwaltung
São Tomé do Castelo ist eine ehemalige Gemeinde (Freguesia) des Kreises (Concelho) von Vila Real im Distrikt Vila Real. In ihr leben 944 Einwohner (Stand 30. Juni 2011).
Im Zuge der kommunalen Neuordnung wurde die Gemeinde zum 29. September 2013 mit der bisherigen Gemeinde Justes zur neuen Kreisgemeinde União das Freguesias de São Tomé do Castelo e Justes zusammengefasst. Sitz der gemeinhin São Tomé do Castelo e Justes genannten Gemeinde ist São Tomé do Castelo.

## Söhne und Töchter
- António Montes Moreira (* 1935), Altbischof von Bragança